# مركز جورج بوش الابن الرئاسي
مركز جورج دبليو بوش الرئاسي، الذي افتتح في 25 أبريل 2013، هو مجمع يضم مكتبة الرئيس جورج دبليو بوش الرئاسية ومتحفه، ومعهد جورج دبليو بوش للسياسات، ومكاتب مؤسسة جورج دبليو بوش. ويقع في حرم الجامعة الميثودية الجنوبية (SMU) في يونيفرسيتي بارك، تكساس، بالقرب من دالاس. وسوف يكون هذا هو المكان الذي يرتاح فيه جورج دبليو بوش، الرئيس الثالث والأربعون للولايات المتحدة (2001–2009)، وزوجته لورا بوش.

## وصلات خارجية
- George W. Bush Presidential Center
- George W. Bush Presidential Library of the إدارة الأرشيف والوثائق الوطنية.
- Southern Methodist University website for the Bush Library
- An Interview with Ambassador James K. Glassman, Founding Executive Director of the George W. Bush Institute. at Free Market Mojo